# Дуброва (Маркушевский сельсовет)
Дуброва — упразднённая деревня в Тарногском районе Вологодской области России.

## География
Урочище находится в северо-восточной части области, в подзоне средней тайги, на правом берегу реки Тарноги, вблизи места впадения в неё реки Лондушки, на расстоянии примерно 13 километров (по прямой) к юго-востоку от села Тарногский Городок, административного центра района.

### Климат
Климат характеризуется как умеренно континентальный, с продолжительной холодной зимой и умеренно тёплым летом. Среднегодовая температура воздуха — +1,5 °C. Средняя температура воздуха самого холодного месяца (января) — −13,6 °C (абсолютный минимум — −52 °C), средняя температура самого тёплого (июля) — +16,8 °С (абсолютный максимум — +37 °С). Вегетационный период длится 115 дней. Среднегодовое количество атмосферных осадков составляет 667 мм, из которых около 67 % выпадает в тёплый период. Снежный покров держится в течение 168 дней. В течение года преобладают ветра юго-западного направления. Среднегодовая скорость ветра 3,3 м/с.

## История
В «Списке населенных мест Вологодской губернии по сведениям 1859 года» населённый пункт упомянут как казённая деревня Дубровская Тотемского уезда, расположенная в 103,5 верстах от уездного города. В деревне имелось 11 дворов и проживало 74 человека (28 мужчин и 46 женщин). В 1881 году входила в состав Бережнослободской волости.
По данным 1926 года в деревне имелось 23 хозяйства и проживало 98 человек (47 мужчин и 51 женщина). В административном отношении входила в состав Маркушевского сельсовета Кокшенгского района.
Действовал колхоз «Пробуждение». По состоянию на 1 января 1973 года входила в состав Маркушевского сельсовета Тарногского района.